# Alessandro Nunes
Alessandro Nunes (nacido el 2 de marzo de 1982) es un futbolista brasileño que se desempeña como delantero.
Jugó para clubes como el América, Feyenoord de Róterdam, Fluminense, Flamengo, Lierse SK, Juventude, Vasco da Gama, Albirex Niigata, Cruzeiro, Atlético Mineiro, Sport Recife, Kyoto Sanga FC y Bahia.

## Trayectoria

### Clubes
| Club                  | País         | Año         |
| --------------------- | ------------ | ----------- |
| América               | Brasil       | 2000 - 2002 |
| Feyenoord de Róterdam | Países Bajos | 2002 - 2003 |
| América               | Brasil       | 2003 - 2004 |
| Fluminense            | Brasil       | 2004        |
| Tombense              | Brasil       | 2005 - 2008 |
| Flamengo              | Brasil       | 2005        |
| Lierse SK             | Bélgica      | 2005 - 2006 |
| Juventude             | Brasil       | 2006 - 2007 |
| Vasco da Gama         | Brasil       | 2007        |
| Ipatinga              | Brasil       | 2007 - 2008 |
| Albirex Niigata       | Japón        | 2008        |
| Cruzeiro              | Brasil       | 2009        |
| Tombense              | Brasil       | 2009        |
| Atlético Mineiro      | Brasil       | 2009        |
| Ipatinga              | Brasil       | 2010        |
| Sport Recife          | Brasil       | 2011        |
| Ipatinga              | Brasil       | 2011        |
| América               | Brasil       | 2011 - 2013 |
| Kyoto Sanga FC        | Japón        | 2014        |
| Bahia                 | Brasil       | 2014        |